# Посёлок завода железобетонных конструкций
Посёлок завода железобетонных конструкций (На Инженерной) — бывший посёлок в Дмитровском районе Московской области. Сейчас микрорайон города Дмитрова. 
Центром посёлка является пруд Инженерный.

## Расположение
Расположен на высоком холме Клинско-Дмитровской гряды. На юго-западе протекает речка Хамиловка, на востоке речка Березовец. На востоке располагается сохранившийся парк «Табор». На его территории располагается стадион «Локомотив». Возле находится Инженерный пруд.
С севера примыкает территория бывшего посёлка экскаваторного завода, на северо-западе — бывшее село Подлипичье. На западе располагается Горьковский посёлок, на востоке — микрорайон Космонавтов. На юге — Одинцово и карьерные выработки.
До микрорайона ходит автобус по маршруту № 2 Завод МЖБК.

## История
В ряде источников данная местность упоминается как урочище Таборы.
Приказом № 995 от 12.08.1946 года Министерства путей сообщения СССР утверждено строительство завода железобетонных конструкций в городе Дмитрове при действовавшем Гравийно-песчаном заводе № 24 (песчано-гравийном карьере № 24) треста «Мостостройпром». Тресту было поручено возвести завод с 1 апреля 1947 года по 3 квартал 1948 года.
Завод был сдан с недоделками 8 октября 1951 года. 7 марта 1952 года после достройки и пусковой наладки завод был пущен.
Предприятие базировалось на ресурсно-сырьевой базе района, разработанной в 1930-е годы песчано-гравийном карьером № 24, выделенным из Дмитлага после завершения строительства канала имени Москвы. Жилой фонд которого представлял собой бараки возле пруда на Инженерной улице, возле карьера и на исчезнувшей Энергетической улице. Существовали медпункт и одноэтажный клуб барачного типа с танцплощадкой во дворе на Метростроевской улице.
В 1957 году Гравийно-песчаный завод № 24 был присоединён к заводу железобетонных конструкций.
8 августа 1959 года решением № 955 Мособлисполкома территория завода железобетонных конструкций вошла в границу города Дмитров. 5 ноября 1959 году решением № 1930 Мособлисполкома в черту города вошёл жилой посёлок завода железобетонных конструкций из Орудьевского сельсовета.
В конце 1960-х — начале 1970-х годов была построена Восточная объездная дорога (Высоковольтная улица). Завод железобетонных конструкций и карьеры оказались за периметром города.

Новая застройка по Высоковольтной улице

В 1970-е годы завод вёл активное жилищное строительство для своих работников  на улицах Гравийная, Инженерная и Комсомольская. Были построены социальные объекты: клуб, стадион, детские учреждения, бытовой корпус.
В 2017 году был застроен участок (на месте зелёно-паркового хозяйства) 17-тиэтажными домами (ул. Высоковольтная, д. 16, корпуса 1—6) компанией «Березовец».
В 2023 году было проведено благоустройство Инженерного пруда: сформированы полноценная пляжная зона, обустроена велодорожка с пешеходной зоной, установлены качели, ограждения и другая инфраструктура.

## Этимология
Название урочища Таборы связано с Литовским разорением периода Смутного времени начала XVII века. Среди местных жителей гуляет также легенда, что на данном месте стоял и лагерь федеральных ордынских войск.

## Инфраструктура. Предприятия

Главный вход на стадион Локомотив

- Детские сады № 7 «Родничок» и № 24 «Колобок»
- Школа-гимназия № 6 (ул. Инженерная, д. 24а)[15]
- Медицинское училище
- Стадион «Локомотив»
- Спортивная школа «Динамо-Дмитров»[16]
- Дмитровский завод мостовых железобетонных конструкций

## Улицы посёлка
- Гравийная
- Таборная
- Инженерная
- 2-я Инженерная
- Инженерный переулок
- Комсомольская (частично)
- Улица Метростроевская